# Gualterio Looser Schallemberg
Gualterio Looser Schallemberg, švicarsko-čilenski botanik, * 4. september 1898, † 22. julij 1982.

## Dela
- 1934. Geografía Botánica de Chile Prevajanje Karl F. Reiche  “Grundzüge der Pflanzenverbreitung in Chile“
- 1928  Botánica miscelánea. Revista Univ. (Santiago) 13, 523
- 1935 Smith L.B. & Looser G. Las especies chilenas del género Puya. Rev. Univ. (Santiago)  20, 241-279.
- 1948 The ferns of southern Chile. Amer. Fern J. 38, 33-44
- 1955 Los helechos (Pteridófitos) de Chile central. Moliniana 1, 5-95
- 1973 El botánico chileno Eberhard Kausel. Bol. Soc. Argent. Bot. 15, 137

1. ↑  IPNI.  Looser.